# Wangengeim-Gletscher
Der Wangengeim-Gletscher (russisch Ледник Вангенгейма Lednik Wangengeima) ist ein 10 km langer Gletscher im ostantarktischen Königin-Maud-Land. Er fließt aus dem Gebiet östlich des Mentzelbergs im östlichen Otto-von-Gruber-Gebirge in Richtung des Seekopfs.
Entdeckt und anhand von Luftaufnahmen kartiert wurde er von Teilnehmern der Deutschen Antarktischen Expedition 1938/39 unter der Leitung des Polarforschers Alfred Ritscher. Eine neuerliche Kartierung anhand weiterer Luftaufnahmen und Vermessungen erfolgte bei der Dritten Norwegischen Antarktisexpedition (1956–1960) sowie durch sowjetische Wissenschaftler zwischen 1960 und 1961. Letztere benannten den Gletscher nach dem sowjetischen Meteorologen Georgi Wangengeim (1886–1961).